# El Anciano (cómic)
Para la última etapa de la vida de un ser humano, véase Tercera edad
El Anciano (inglés: Ancient One) es un personaje ficticio que aparece en los cómics estadounidenses publicados por Marvel Comics. Fue el mentor del Doctor Strange y predecesor como el «Hechicero Supremo».
El personaje fue interpretado por Michael Ansara en la película de televisión de 1978 Dr. Strange. Tilda Swinton interpreta una versión femenina del personaje llamada Ancestral en las películas del universo cinemático de Marvel Doctor Strange (2016) y Avengers: Endgame (2019) y en la miniserie de Disney +, What If...? (2021).

## Biografía del personaje ficticio
El personaje que eventualmente se convertiría en el Anciano nació en Kamar-Taj, "una tierra oculta en lo alto del Himalaya", hace más de 500 años. En su juventud, era un granjero pacífico, pero su amigo, Kaluu, descubrió el poder de la magia. Cuando Kaluu compartió este conocimiento de las artes místicas con el Anciano, los dos no estaban de acuerdo en cómo usarían los poderes. El Anciano deseaba convertir su aldea en una utopía, mientras que Kaluu deseaba el poder y la conquista de las aldeas cercanas.
El Anciano y Kaluu acordaron lanzar un hechizo, eliminando la enfermedad, la enfermedad y la edad de Kamar-Taj. Posteriormente, los aldeanos, bajo el hechizo de control mental de Kaluu, lo coronan rey de la aldea. El Anciano intenta detener a Kaluu, pero el pueblo de Kamar-Taj se borra como resultado de su conflicto. Como resultado, Kaluu es desterrado a una dimensión alternativa y el Anciano queda despojado de su inmortalidad. No obstante, el Anciano envejece mucho más lentamente que cualquier humano normal.
Algún tiempo después, el Jinete Negro, un héroe western, investiga un crimen en Texas que lo lleva a Chinatown de la ciudad de Nueva York. Mientras está ahí, recibe la ayuda de un chino misterioso, que finalmente se reveló como una versión más joven del Anciano.

### Adquiriendo conocimiento
Durante los próximos siglos, el Anciano viaja a la Tierra, luchando contra demonios y espíritus malignos, desterrando muchos de la Tierra. Aumenta su propio conocimiento, reuniendo y custodiando libros que contienen conocimiento peligroso. Encuentra al ser llamado Eternidad a través de sus meditaciones y este le da el Amuleto de Agamotto, un poderoso artefacto místico. Luego, en Babilonia, el Anciano derrota a un grifo que custodiaba el Libro de los Vishanti, un tomo de conocimiento místico que acaba en su poder.
Finalmente el Anciano se instala en las montañas del Himalaya y se construye un palacio como morada, formando a una orden de monjes para que lo protejan y le presten apoyo. En un torneo organizado por el hechicero Viejo Genghis, el Anciano gana el título de Hechicero Supremo de la Tierra y toma posteriormente la responsabilidad de un estudiante, que más tarde se convierte en Señor Jip. El estudiante es luego desterrado de la casa del Anciano cuando su maestro lo encuentra estudiando libros prohibidos de magia negro para aumentar su propio poder.
En Londres, durante el Gran Incendio de Londres, el Anciano lucha contra Dormammu en uno de sus muchos conflictos, obligándolo a retirarse. Si bien consigue proteger la Tierra, el Anciano nunca derrota por completo a Dormammu, lo que significa que este vuelve repetidamente.

### Tomando un aprendiz
Conforme envejece y se debilita, el Anciano busca a otro estudiante y con el tiempo se acerca a Anthony Ludgate Druida, un psiquiatra con talentos místicos. Haciéndose pasar por el Alto Lama, el Anciano entrena a Druida para convertirse en el Doctor Druida. También, el Barón Mordo, un noble transilvano, se acerca al Anciano para preguntar sobre la posibilidad de convertirse en su discípulo. El Anciano ve la corrupción dentro del corazón de Mordo, pero tiene la esperanza de que la redención se producirá tras el proceso de entrenamiento.
El Anciano acepta su petición y comienza a enseñar a Mordo, quien al principio parece cambiar, pero se pone celoso cuando el Anciano procede a proteger a un niño llamado Stephen Strange — el Anciano afirma que Strange posee talentos mágicos increíbles y tiene el potencial para convertirse en el nuevo Hechicero Supremo. Mordo urde un complot contra Strange, enviando demonios y pesadillas para plagar al niño, pero el Anciano sigue protegiendo a Strange y borra los encuentros de la mente de este. Pero el muchacho ha sido afectado por las acciones de Mordo y termina convirtiéndose en un neurocirujano egocéntrico y de gran éxito. Se revela que el Anciano estaba al tanto de las acciones de Mordo, pero decide mantener una estrecha relación con Mordo con la intención de limitar más daños debido a una capacidad de supervisar las acciones de Mordo.
Después de un accidente de coche, Strange le pide ayuda al Anciano para curar el daño a los nervios de sus manos. El Anciano acepta entonces a Strange como un estudiante cuando Strange le revela un descubrimiento al Anciano, por el que Mordo y Dormammu se habían convertido en colaboradores y que Mordo había perpetrado un atentado contra el Anciano. Mordo deja el palacio poco después y Stephen se convierte en el sucesor del Anciano bajo el nombre Doctor Strange. El Anciano a menudo ayuda a Extraño, pero cuando el monstruo extradimensional, Shuma-Gorath, intenta invadir la Tierra a través de la mente del Anciano, mientras que el último está en las Criptas de Kaa-U, el Anciano le pide a Extraño que destruya la parte de la mente del Anciano en la que el yo, o sentido del yo, existe dentro. Aunque tal acción bloquea el camino para Shuma-Gorath, atrapándolo dentro de la mente del Anciano, también se destruye el cuerpo físico del Anciano. La existencia corpórea del Anciano ha terminado, pero su alma logra posteriormente la trascendencia, convirtiéndose en uno con el universo y Eternidad. Strange entonces hereda el título del Anciano como Hechicero Supremo.
El Anciano demuestra su existencia después de la muerte de su cuerpo físico al manifiestarse como un avatar de la Eternidad, interviniendo en una lucha entre el Doctor Strange y Eternidad. También recupera brevemente su forma corpórea cuando los Creadores hacen que el universo les rechace, tiempo durante el cual vive como un vagabundo dependiente del alcohol en la sección del Bowery de Manhattan, Nueva York, Estados Unidos (EU). Retomó su unidad con el universo en la derrota de los Creadores del Doctor Strange.

### La otra vida
El Anciano reapareció en la miniserie Dead Girl como un oponente del Dr. Extraño. Por sus actos cada vez más malvados en el más allá, el Anciano es degradado al infierno. Mientras está en el infierno, el Anciano se convierte en un aliado del Lamentable y otros personajes desterrados que buscan recuperar la vida. En una batalla culminante, Extraño derrota a su antiguo maestro, pero en las entradas selectas de Nuevo Manual Oficial del Universo Marvel A-Z, (incluyendo la del propio Anciano) afirman que el Anciano en esta ocasión era probable que haya sido un impostor.
Durante el viaje de Hércules al inframundo en la historia Reino Oscuro, el Anciano fue visto en Erebo apostando por su resurrección. Como se explica a Hércules, el más allá se ha convertido en un caos, debido a diversas entidades que no ponen atención.
Durante una invasión demoníaca de Nueva York a través del Ojo de Agamotto, Puño de Hierro se encuentra transferido en un vacío blanco cuando entra en contacto con el ojo, lo que resulta en una confrontación cara a cara con una forma que parece ser el Anciano; la forma afirma que tanto él como un asociado actualmente sin identificar son los responsables de la invasión demoníaca debido a su enojo por las "fallas" recientes de Extraño. Sin embargo, un comentario informal de Spider-Man impulsa a Extraño, el Doctor Voodoo, y Daimon Hellstrom a darse cuenta de que en realidad están tratando con el mismo Agamotto, ya que las exigencias del Anciano para el ojo desafían todo lo dicho anteriormente a Extraño acerca de cómo se pasa el ojo de un hechicero a otro.
Después de que el Doctor Extraño derrota a Daniel Drumm, usando magia oscura que no lo controla, el espíritu del Anciano aparece y habla con el Doctor Extraño:

«Aprendiste a vencer al enemigo que utilizó a tus amigos como armas en tu contra. Y lo hiciste sin herir a ninguno de ellos. Protegiste este reino a pesar de que ya no es tu deber. Sé que renunciaste a tu papel como Hechicero Supremo porque pensabas que no te lo mereces más. Sin embargo, seguiste actuando como un héroe para todo el mundo. Y no pediste nada a cambio. Y por ello, te dejo una vez más el Ojo de Agamotto, el que todo lo ve. Porque eres el Hechicero Supremo una vez más.»

## Otras versiones
En la serie de 2005 de J. Michael Straczynski Strange, El origen del Doctor Extraño fue adaptado. En esta serie, el Anciano difiere ligeramente del Anciano establecido, ya que es un mago antiguo, frágil físicamente por la vejez, pero espiritual y físicamente poderoso (¿contradicción?). Se le representa como un hombre viejo y calvo, con barba y bigote blancos largos y sueltos, por lo general se lo muestra sentado con las piernas cruzadas e inmerso en la oración o la meditación, vestido sólo con una túnica blanca. Esta versión del personaje se retiró de la sociedad humana hace más de mil años, y prefiere vivir solo en las profundidades de una caverna oscura, sustentándose únicamente a través de la oración y la meditación sin que necesite comer o beber.[cita requerida]
En la novela gráfica Dr. Strange: Season One, el Anciano es presentado como más sociable. Hace chistes sobre sí mismo y traba amistad con los forasteros.

## Poderes y habilidades
En su mejor momento, el Anciano era un maestro de las artes místicas, con un vasto conocimiento de la tradición mágica.[cita requerida] Poseía la habilidad de manipular las fuerzas de la magia para un gran número de efectos y fue capaz de aprovechar la energía extradimensional al invocar entidades u objetos de poder, existiendo en dimensiones tangenciales a las de la Tierra, a través de la recitación de conjuros. El Anciano era capaz de la proyección astral, levitación, teletransportación interdimensional, y un gran número de otros efectos. Sin embargo, en su extrema vejez, el Anciano fue incapaz de realizar cualquier hazaña de hechicería sin poner gran esfuerzo físico.
El Anciano era tan sabio, que enseñó al Dr. Strange casi todo lo que sabe sobre el Multiverso y sobre los seres cósmicos. Incluso le habló de los Vishanti, de los Faltine, de los Raggadorr, de los 
Seraphim, entre otros muchos.
El Anciano también poseía una gran variedad de objetos místicos, como el Libro de los Vishanti, el Orbe, el Amuleto, y el Ojo de Agamotto, y los dispositivos reunidos a lo largo de su vida. Después de que se unificó con Eternidad, la extensión de los poderes del Anciano dejaron de ser conocidos.

## En otros medios

### Televisión
- El Anciano ocupa un lugar destacado como una entidad invisible en el final de la serie piloto/película para televisión sin éxito, Dr. Extraño; el personaje recibe la voz de Michael Ansara.

- El Anciano hace una aparición sin voz en Spider-Man episodio, "Doctor Strange". Él sólo aparece en un flashback que detalla el origen del Doctor Extraño y el Barón Mordo.

### Películas

#### Animación
- El Anciano aparece en Doctor Strange: The Sorcerer Supreme, con la voz de Michael Yama.[17]

#### Acción en vivo
Tilda Swinton interpreta al Anciano en el Universo Cinematográfico de Marvel. El personaje es representado como un celta andrógino, para reflejar el misterio del personaje.
- Swinton interpreta por primera vez al Anciano en Doctor Strange (2016), sin embargo en esta película es renombrado como Ancient One o Ancestral.[19] En el transcurso de la película, Ancestral es atacada por Kaecilius, un exestudiante que ha llegado a creer que el poder de Dormammu y la Dimensión Oscura representa la única esperanza de la humanidad para un futuro inmortal. Strange también deduce que la inmortalidad de Ancestral es el resultado de que roba la energía de la Dimensión Oscura, lo que llevó a Mordo a expresar su repugnancia por sus acciones debido a su incapacidad para entender la necesidad de un compromiso en una crisis. Ella queda mortalmente herida en la batalla con Kaecilius, pero tiene una última conversación con el Doctor Strange en forma astral antes de que ella pase, reflejando que Strange tendrá éxito como hechicero una vez que tenga tiempo para vencer a sus demonios internos.
- Swinton retoma su papel como el Anciano en Avengers: Endgame (2019), donde Hulk se encuentra con ella después de un viaje en el tiempo a 2012 para recuperar la Gema del Tiempo. Se le muestra protegiendo el Santuario de Nueva York de las fuerzas de Chitauri durante la Batalla por Nueva York. El profesor Hulk inicialmente intenta tomar la Gema por la fuerza, pero ella empuja su alma al plano astral, lo que lo obliga a explicar la situación. Sin embargo, ella se niega, temiendo que la eliminación de la Gema del Tiempo de su línea de tiempo pueda causar un caos. Cuando Hulk deja escapar el hecho de que el Doctor Strange le entregó voluntariamente la Gema a Thanos antes de ser borrado de la existencia la última vez, se da cuenta de que su entrega de la Gema a Hulk es parte de un plan más grande perpetrado por Strange, y cede después de que Hulk prometa devolverla una vez que haya terminado su misión.[20]
- Otra variación del Anciano aparece en la serie animada de Disney+ What If...? (2021), episodio "What If... Doctor Strange Lost His Heart Instead of His Hands?".[21][22]

### Videojuegos
- El Anciano aparece en Marvel: Ultimate Alliance, con la voz de James Sie. Él es visto en un vacío dentro de un espejo borroso en el Sancta Sanctorum. Tiene un diálogo especial con Doctor Extraño y Deadpool (con este último confundiendo al Anciano por su "abuelo"). Durante este diálogo, el Doctor Extraño le informa al Anciano que los Maestros del Mal han amenazado al mundo y pide que el Anciano vele por la alianza de superhéroes y les ayude en todo lo posible.
- El Anciano aparece en Marvel Future Fight. Esta versión está basada libremente en el personaje de Tilda Swinton en la película Doctor Strange.[23]